# Chris Menges
Christopher J. "Chris" Menges, född 15 september 1940 i Kington, Herefordshire, är en brittisk (engelsk) filmfotograf och filmregissör. Han har tilldelats Oscar för bästa foto två gånger, för Dödens fält (1984) och The Mission (1986).

## Filmografi

### Som filmfotograf i urval
- 1969 – Kes – falken (regi av Ken Loach)
- 1983 – Local Hero – byns hjälte (regi av Bill Forsyth)
- 1984 – Dödens fält (regi av Roland Joffé)
- 1986 – The Mission (regi av Roland Joffé)
- 1987 – Shy People (regi av Andrej Kontjalovskij)
- 1996 – Michael Collins (regi av Neil Jordan)
- 2001 – Löftet (regi av Sean Penn)
- 2005 – North Country (regi av Niki Caro)
- 2006 – Notes on a Scandal (regi av Richard Eyre)
- 2008 – The Reader (regi av Stephen Daldry)
- 2011 – Extremt högt och otroligt nära (regi av Stephen Daldry)

### Som filmregissör
- 1988 – En annan värld
- 1992 – Criss Cross
- 1994 – Second Best
- 1999 – The Lost Son